# لوکا ایوانکوویچ
لوکا ایوانکوویچ (کرواتی: Luca Ivanković؛ زادهٔ ۲۶ سپتامبر ۱۹۸۷) بازیکن بسکتبال زن اهل کرواسی است.
وی در مسابقات کشوری و بین‌المللی در مجموع برندهٔ ۱ مدال برنز شده‌است.